# 1. Amateurliga Südwest 1958/59
Die 1. Fußball-Amateurliga Südwest 1958/59 war die 7. Saison der drittklassigen 1. Amateurliga im regionalen Männerfußball des südlichen Teils des Landes Rheinland-Pfalz und ein Vorgänger der Fußball-Verbandsliga Südwest. Die 1. Amateurliga Südwest wurde 1952 aus einer Zusammenlegung der Amateurligen Rheinhessen, Westpfalz und Vorderpfalz gebildet und existierte bis zur Saison 1977/78 als dritthöchste Liga. Nach Einführung der Oberliga Südwest 1978 als höchste Amateurspielklasse wurde die Spielklasse in „Verbandsliga Südwest“ umbenannt und war ab diesem Zeitpunkt nur noch viertklassig.

## Abschlusstabelle
Die Meisterschaft gewann Hassia Bingen, der auch die Aufstiegsrunde zur II. Division Südwest gewann und somit nach zwei Jahren wieder in die II. Division aufstieg. Als südwestdeutscher Amateurmeister nahm Bingen auch an der deutschen Fußball-Amateurmeisterschaft teil. Im Dort scheiterten man im Halbfinale mit 2:3 an Süd-Meister FC Singen 04. Der SV Rammelsbach und der SV Gonsenheim mussten in die 2. Amateurliga absteigen. Für die nachfolgende Saison 1959/60 kamen aus den 2. Amateurligen als Aufsteiger der FC Dahn und der FSV Oggersheim sowie Absteiger VfR Kirn aus der II. Division.
| Pl. | Verein                     | Sp. | Tore  | Punkte |
| --- | -------------------------- | --- | ----- | ------ |
| 01. | Hassia Bingen              | 30  | 91:43 | 43:17  |
| 02. | VfR Baumholder             | 30  | 76:53 | 37:23  |
| 03. | FSV Schifferstadt          | 30  | 48:30 | 37:23  |
| 04. | Phönix Bellheim (N)        | 30  | 63:43 | 35:25  |
| 05. | 1. FC Kaiserslautern Amat. | 30  | 55:39 | 32:28  |
| 06. | Alemannia Worms            | 30  | 44:41 | 32:28  |
| 07. | SC West Kaiserslautern     | 30  | 54:64 | 32:28  |
| 08. | SpVgg Mundenheim           | 30  | 66:63 | 31:29  |
| 09. | VfL Iggelheim              | 30  | 59:61 | 31:29  |
| 10. | VfL Neustadt               | 30  | 60:58 | 30:30  |
| 11. | 1. FC Sobernheim           | 30  | 49:47 | 28:32  |
| 12. | VfR Friesenheim            | 30  | 52:60 | 26:34  |
| 13. | SG 05 Pirmasens            | 30  | 49:70 | 25:35  |
| 14. | SpVgg 08 Oberstein (N)     | 30  | 38:61 | 24:36  |
| 15. | SV Rammelsbach             | 30  | 45:75 | 19:41  |
| 16. | SV Gonsenheim              | 30  | 47:88 | 18:42  |

| (N) | Aufsteiger aus den 2. Amateurligen 1957/58 |